# A Rival
A Rival je četvrti studijski album kanadske pjevačice Alannah Myles. 

## Popis pjesama
1. "Motherload" - 4:07
2. "Bad 4 You" - 3:51
3. "Dance of Love" - 4:15
4. "The Great Divide" - 5:27
5. "Chained (Final Rescue)" - 3:40
6. "Why Have Angels Denied You" - 4:50
7. "What Am I Gonna Do With You" - 4:43
8. "Everything Missing" - 3:19
9. "Kisses Are Weapons" - 3:49
10. "Honesty" - 3:31
11. "Yellow Rose" - 3:16